# Boleslau III de Polònia
Boleslau III el Bocatorta (en polonès: Bolesław III Krzywousty; 1085 - 1138) va ser duc de Polònia des de 1102. Era el fill del Duc Ladislau I Herman i Judit de Bohèmia, filla de Vratislau II de Bohèmia.
El 1098 Boleslau i el seu germà Zbignie van convèncer el seu pare per desterrar Sieciech i donar-los províncies separades. Bolesław va rebre Petita Polònia, Silèsia, Lubusz i probablement Sandomierz i Lublin i Zbigniew que va rebre Gran Polònia (amb Gniezno), Cuiàvia, Łęczyca i Siradia, mentre ell es quedava Masovia i les principals ciutats com Wrocław, Kraków i Sandomierz. A la mort de Ladislau I Herman el 1102, es van crear dos estats independents que van lluitar per la supremacia fins que Zbigniew fou desterrat el 1107 per Ladislau que es convertia en únic governant.
Boleslau derrotava els pomeranis a la batalla de Nakło (1109) i prenia el control de Pomerània (1119-1123), recobrant d'aquesta manera l'accés polonès al Mar Bàltic. Boleslau també derrotava a l'emperador Enric V (1109) en la batalla de Głogów i la batalla d'Hundsfeld). Durant els anys 1113-1119 va prendre el control sobre Pomerània. El 1135, donava un tribut a l'emperador Lotari II i aquest rebia de part de Boleslau l'oest de Pomerània i Rügen com a feus. Va fer campanya militar a Hongria (1132-1135), però amb pocs efectes.
Abans de la seva mort el 1138, Boleslau Boca-torta publicava el seu testament al qual va dividir les seves terres entre quatre dels seus fills. El «principi senioral» establia que en tot moment el més gran de la dinastia havia de tenir el poder suprem sobre la resta i també havia de controlar una «part senioral» indivisible: una àmplia banda de terreny del nord al sud que migpartia Polònia, amb Cracòvia com a ciutat principal. Les prerrogatives del major també incloïen el control sobre Pomerània, un feu del Sacre Imperi. El principi senioral es trencava aviat i va seguir un període de gairebé dos segles de fragmentació feudal de Polònia.

## Descendència
Amb la seva primera muller Zbyslava, filla del Gran Duc de Kíev Sviatopolk II, Boleslau tenia un fill:
- Ladislau II l'Exiliat (nascut el 1105), rei de Polònia.

Posteriorment es casava amb Salomé de Berg, amb qui tenia sis fills i vuit filles, dels quals se'n sap de quatre fills i cinc filles:
- Boleslau IV l'Arrissat (nascut el 1125) rei de Polònia;
- Miecislau III el Vell (nascut el 1126) rei de Polònia;
- Enric de Sandomierz (nascut el 1127);
- Casimir II el Just (nascut el 1138) rei de Polònia;
- Riquilda de Polònia (nascuda el 12 d'abril de 1116), que es casava en primer lloc amb Magnus el Fort; en segon lloc amb Volodar de Polatsk, Príncep de Minsk; i en tercer lloc amb el rei de Suècia Sverker I;
- Dobronega de Polònia (nascuda el 1128), que es casava amb el marquès Dietrich de Niederlausitz;
- Gertruda de Polònia;
- Judit de Polònia (nascuda el 1132), que es casava amb Otó I de Brandenburg; i
- Agnès de Polònia (nascuda el 1137), que es casava amb Mstislav II de Kíev.